# Gare de Mitsuke
La gare de Mitsuke (見附駅, Mitsuke-eki) est une gare ferroviaire de la ville de Mitsuke, dans la préfecture de Niigata au Japon. Elle est exploitée par la compagnie JR East.

## Situation ferroviaire
Mitsuke est située au point kilométrique (PK) 84,4 de la ligne principale Shin'etsu (depuis Naoetsu).

## Histoire
La gare a ouvert le 16 juin 1898.

## Service des voyageurs

### Accueil
La gare dispose d'un bâtiment voyageurs, avec guichets, ouvert tous les jours.

### Desserte
- Ligne principale Shin'etsu :
  - voie 1 : direction Nagaoka, Kashiwazaki et Naoetsu
  - voie 3 : direction Niitsu et Niigata